# Foot-Ball Club Juventus 1902-1903
Questa voce raccoglie le informazioni riguardanti il Foot-Ball Club Juventus nelle competizioni ufficiali della stagione 1902-1903.

## Stagione

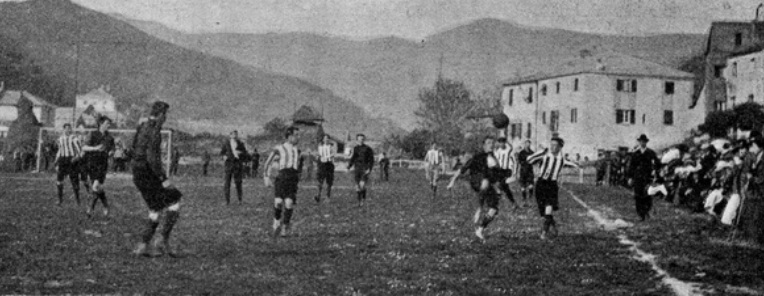
Una fase della finale del campionato italiano a Genova, il 13 aprile 1903, persa dai bianconeri contro i padroni di casa del Genoa (3-0).

La sede sociale venne trasferita da via Gasometro 14 a via Pastrengo.
Nel campionato italiano di quell'anno la squadra torinese arrivò, per la prima volta, alla finale, perdendo però per 0-3 contro il Genoa.

La Juventus vicecampione d'Italia venne invitata a Trino, presso Vercelli, a disputare un torneo triangolare. Gli incontri si giocarono nella stessa giornata, l'11 ottobre dello stesso anno. La finale del pomeriggio si giocò tra una compagine novarese chiamata Forza e Costanza e gli juventini. Questi ultimi, con Mattioli, Carlo Vittorio Varetti, Heinrich Hess, Dalle Case, Giovanni Goccione, Fernando Nizza, Alfredo Armano, Frédéric Dick, Ugo Rolandi, lo svizzero Walter Streule e Umberto Malvano in campo, vinsero per 15-0, conquistando così il Torneo di Trino Vercellese.
I bianconeri partecipano anche alla Coppa Città di Torino – stavolta un quadrangolare con Audace Torino, Andrea Doria e Milan – un mese dopo la vittoria a Trino. La Juventus lo fece suo per la seconda volta, dopo avere vinto per 2-0 contro l'Audace Torino e per 1-0 contro i rossoneri del Milan in finale.

## Divise
La maglia utilizzata per gli incontri di campionato era a strisce verticali bianche e nere.
| Manica sinistra · Manica sinistra · Maglietta · Maglietta · Manica destra · Manica destra · Pantaloncini · Calzettoni · Calzettoni |

## Organigramma societario
Area direttiva
- Presidente: Carlo Favale; poi Giacomo Parvopassu[1]

Area tecnica
- Allenatore:

## Rosa
| N. |                     | Ruolo | Calciatore          |
| -- | ------------------- | ----- | ------------------- |
|    | Italia (bandiera)   | P     | Domenico Durante    |
|    | Svizzera (bandiera) | D     | Friedrich Bollinger |
|    | Italia (bandiera)   | D     | Francesco Daprà     |
|    | Italia (bandiera)   | D     | Oreste Mazzia       |
|    | Italia (bandiera)   | D     | Ugo Rolandi         |
|    | Italia (bandiera)   | C     | Alfredo Armano      |
|    | Italia (bandiera)   | C     | Gioacchino Armano   |
|    | Italia (bandiera)   | C     | Giovanni Goccione   |
|    | Italia (bandiera)   | C     | Giovanni Vigo       |

| N. |                   | Ruolo | Calciatore             |
| -- | ----------------- | ----- | ---------------------- |
|    | Italia (bandiera) | A     | Alberto Barberis       |
|    | Italia (bandiera) | A     | Enrico Canfari         |
|    | Italia (bandiera) | A     | Ettore Corbelli        |
|    | Italia (bandiera) | A     | Domenico Donna         |
|    | Italia (bandiera) | A     | Luigi Forlano          |
|    | Italia (bandiera) | A     | Luigi Gibezzi          |
|    | Italia (bandiera) | A     | Umberto Malvano        |
|    | Italia (bandiera) | A     | Carlo Vittorio Varetti |

## Calciomercato
| Acquisti | Acquisti | Acquisti | Acquisti |
| R.       | Nome     | da       | Modalità |
| -------- | -------- | -------- | -------- |

| Cessioni | Cessioni             | Cessioni | Cessioni      |
| R.       | Nome                 | a        | Modalità      |
| -------- | -------------------- | -------- | ------------- |
| A        | Gordon Thomas Savage |          | fine carriera |

## Risultati

### Campionato Italiano di Football

#### Eliminatorie regionali
| Arbitro: | Calì (Genova) |

|                             |           |  |
| Gol · Gol · Gol · Gol · Gol | Marcatori |  |

| Arbitro: | En. Pasteur (Genova) |

|     |           |           |
| Gol | Marcatori | Gol · Gol |

#### Eliminatoria interregionale
| Arbitro: | Dobbie (Torino) |

|                        |           |         |
| Malvano 10’ Ferraris I | Marcatori | Ansaldo |

#### Semifinale
| Arbitro: | Calì (Genova) |

|  |           |                 |
|  | Marcatori | Forlano Malvano |

| Arbitro: | Suter (Milano) |

|                                |           |  |
| Dapples Agar 60’ Armano (aut.) | Marcatori |  |

## Statistiche

### Statistiche di squadra
| Competizione                    | Punti | In casa | In casa | In casa | In casa | In casa | In casa | In trasferta | In trasferta | In trasferta | In trasferta | In trasferta | In trasferta | Totale | Totale | Totale | Totale | Totale | Totale | DR  |
| Competizione                    | Punti | G       | V       | N       | P       | Gf      | Gs      | G            | V            | N            | P            | Gf           | Gs           | G      | V      | N      | P      | Gf     | Gs     | DR  |
| ------------------------------- | ----- | ------- | ------- | ------- | ------- | ------- | ------- | ------------ | ------------ | ------------ | ------------ | ------------ | ------------ | ------ | ------ | ------ | ------ | ------ | ------ | --- |
| Campionato Italiano di Football | 8     | 2       | 2       | 0       | 0       | 12      | 1       | 3            | 2            | 0            | 1            | 4            | 4            | 5      | 4      | 0      | 1      | 16     | 5      | +11 |

### Statistiche dei giocatori
| Giocatore     | Campionato Italiano di Football | Campionato Italiano di Football |
| Giocatore     | Presenze                        | Reti                            |
| ------------- | ------------------------------- | ------------------------------- |
| A. Armano II  | 2                               | 0                               |
| G. Armano I   | 5                               | 0                               |
| A. Barberis   | 2                               | 0                               |
| F. Bollinger  | 3                               | 0                               |
| E. Canfari    | 5                               | 0                               |
| E. Corbelli   | 0                               | 0                               |
| F. Daprà      | 0                               | 0                               |
| D. Donna      | 0                               | 0                               |
| D. Durante    | 5                               | -5                              |
| L. Forlano    | 3                               | 1                               |
| L. Gibezzi    | 3                               | 0                               |
| G. Goccione   | 5                               | 0                               |
| U. Malvano    | 5                               | 4                               |
| O. Mazzia     | 3                               | 0                               |
| U. Rolandi    | 2                               | 0                               |
| C. V. Varetti | 5                               | 0                               |
| G. Vigo       | 2                               | 0                               |